# 1. Pisklowo
1. Pisklowo oder Perwoje Pisklowo (russisch 1-е Писклово, Первое Писклово) ist ein Dorf (derewnja) in der Oblast Kursk in Russland. Es gehört zum Rajon Kursk und zur Landgemeinde (selskoje posselenije) Bessedinski selsowjet.

## Geographie
Der Ort liegt gut 21 km Luftlinie östlich des Oblastverwaltungszentrums Kursk im südwestlichen Teil der Mittelrussischen Platte, 8 km vom Sitz des Dorfsowjet – Bessedino, 113 km vor Grenze zwischen Russland und der Ukraine, am Fluss Rat (rechter Nebenfluss des Seim) und seinem Nebenfluss Laswert.

### Klima
Das Klima im Ort ist wie im Rest des Rajons kalt und gemäßigt. Es gibt während des Jahres eine erhebliche Niederschlagsmenge. Dfb lautet die Klassifikation des Klimas nach Köppen und Geiger.

## Bevölkerungsentwicklung
| Jahr | Einwohner |
| ---- | --------- |
| 2002 | 165       |
| 2010 | ▼118      |

Anmerkung: Volkszählungsdaten

## Verkehr
1. Pisklowo liegt 7 km vor Fernstraße föderaler Bedeutung R-298 (Kursk – Woronesch – R22 Kaspi; ein Teil der Europastraße E38), 2 km vor Straße interkommunaler Bedeutung 38N-530 (Otreschkowo – Petrowskoje – Bessedino), an der Straße 38N-536 (Petrowskoje – 1. Pisklowo) und 7,5 km von der nächsten Eisenbahnhaltestelle 29 km (Eisenbahnstrecke Kursk – 146 km) entfernt.
Der Ort liegt 122 km vom internationalen Flughafen von Belgorod entfernt.